# Culex mohani
Culex mohani är en tvåvingeart som beskrevs av Sirivanakarn 1977. Culex mohani ingår i släktet Culex och familjen stickmyggor. Inga underarter finns listade i Catalogue of Life.